# Hesperis luristanica
Hesperis luristanica är en korsblommig växtart som beskrevs av F. Dvorák. Hesperis luristanica ingår i släktet hesperisar, och familjen korsblommiga växter. Inga underarter finns listade i Catalogue of Life.